# Мадейчик, Барбара
Барбара Мадейчик (пол. Barbara Madejczyk; род. 30 сентября 1976, Устка, Поморское воеводство) — польская легкоатлетка, специалистка по метанию копья. Выступала за сборную Польши по лёгкой атлетике в 2000-х годах, победительница летней Универсиады, двукратная серебряная призёрка командных Кубков Европы, многократная победительница польских национальных первенств, рекордсменка страны, участница двух летних Олимпийских игр.

## Биография
Барбара Мадейчик родилась 30 сентября 1976 года в городе Устка Поморского воеводства, Польша.
Занималась лёгкой атлетикой в местном спортивном клубе «Янтар».
В 1995 году выступила на европейском первенстве среди юниоров в Ньиредьхазе, где заняла в метании копья 15 место.
Первого серьёзного успеха на взрослом международном уровне добилась в сезоне 2003 года, когда вошла в состав польской национальной сборной и побывала на летней Универсиаде в Тэгу, где одержала победу в метании копья.
Благодаря череде удачных выступлений удостоилась права защищать честь страны на летних Олимпийских играх 2004 года в Афинах — в программе метания копья показала результат 58,22 метра и расположилась в итоговом протоколе на 12 строке.
После афинской Олимпиады Мадейчик осталась в составе легкоатлетической команды Польши на ещё один олимпийский цикл и продолжила принимать участие в крупнейших международных соревнованиях. Так, в 2005 году она выступила на Кубке Европы во Флоренции, где стала второй в индивидуальном зачёте (после немки Штеффи Нериус) и выиграла серебряную медаль в командном зачёте, уступив по очкам только сборной России. Также в этом сезоне отметилась выступлением на чемпионате мира в Хельсинки, но здесь не смогла пройти дальше предварительного квалификационного этапа.
В 2006 году на Кубке Европы в Малаге была лучшей в метании копья, установив в данной дисциплине национальный рекорд Польши — 64,08 метра. При этом в командном зачёте вновь стала серебряной призёркой. Помимо этого стартовала на чемпионате Европы в Гётеборге и на Всемирном легкоатлетическом финале в Штутгарте, в обоих случаях став седьмой. Заняла четвёртое место на Кубке мира в Афинах.
На Кубке Европы 2007 года в Мюнхене была третьей в индивидуальном зачёте и четвёртой в командном зачёте. Участвовала в чемпионате мира в Мюнхене, показав в финале метания копья девятый результат.
Благополучно прошла отбор на Олимпийские игры 2008 года в Пекине — на сей раз метнула копьё на 62,02 метра и стала с этим результатом седьмой.
Впоследствии ещё в течение нескольких лет оставалась действующей спортсменкой, в 2009, 2013 и 2014 годах достаточно успешно состязалась в Суперлиге командных чемпионатов Европы.